# Jules Émile Humann
Pour les articles homonymes, voir Humann.
Jules Émile Humann, né le 10 février 1809 à Strasbourg, mort le 25 juin 1857 à Pau, est un diplomate, pair de France.

## Biographie
Fils du ministre Georges Humann, il se marie en 1832 à la fille du lieutenant général comte Armand Charles Guilleminot, ambassadeur. Il est le père du général Georges Humann et de l'amiral Edgar Humann.
Après avoir fait Saint-Cyr, il est sous-lieutenant au 1er régiment de hussards. En 1833, il rentre au ministère des Affaires étrangères et est nommé attaché d’ambassade à Naples. En 1835, il est promu à l’ambassade à Berlin, dont il devient premier secrétaire en 1841. Il est ensuite nommé chargé d'affaires à Munich le 31 mars 1848, puis ministre à Cassel le 11 juin 1848.